# Estupa de Kalachakra
El Estupa de Kalachakra es un tipo de estupa budista de carácter tántrico. Fue la primera en construirse en España y está situada en el municipio andaluz de Vélez-Málaga, a 11 kilómetros al norte del núcleo urbano, en la provincia de Málaga, España. Se trata de un tipo de estupa poco usual, y fue el tercero que se construyó en el mundo fuera de Asia. Tiene una altura de 13 metros y un área de 49 m².
Fue construido en 1994, según el diseño del arquitecto Woitek Kossowski, con la ayuda de Lopon Tsechu Rinpoche. Dentro se guardan reliquias, el Kanjur y el Tanjur completos así como otros objetos. Pertenece al centro Karma Guen, creado en honor a su primer maestro Lama Ole Nydahl y está dedicado a los grandes lamas del linaje Kagyu en Europa.
En agosto de 2011 se ha erigido otro estupa de Kalachakra en España, en el monasterio Dag Shang Kagyu, sito en Panillo, Huesca, diseñado por Lama Gyalsen y bendecido por Dzigar Kongtrul Rinpoche. Se incluyen en él también las reliquias y textos acostumbrados.